# Celaena plagifera
Celaena plagifera är en fjärilsart som beskrevs av Walker 1870. Celaena plagifera ingår i släktet Celaena och familjen nattflyn. Inga underarter finns listade i Catalogue of Life.